# Illawarra Light Railway Museum
Das Illawarra Light Railway Museum betreibt eine Schmalspurbahn mit 610 mm (2 Fuß) Spurweite und eine Parkeisenbahn mit 184 mm (7¼ Zoll) Spurweite sowie ein Museum in der Nähe von Albion Park Rail bei Wollongong südlich von Sydney.

## Geschichte
Die Illawarra Light Railway Museum Society Ltd. wurde 1973 gegründet und der Bahnbetrieb begann 1974 mit dem Ziel, die historischen Schmalspurbahnen und lokalen Industriegebäude zu erhalten und zugänglich zu machen.

## Öffnungszeiten
Das Museum ist wie folgt geöffnet:
- Dienstag, Donnerstag und Samstag (außer Feiertagen)
- Jeden zweiten Sonntag des Monats mit Fahrbetrieb

## Ausstellungsstücke

### Gebäude
Auf dem Museumsgelände stehen folgende Gebäude:
- Yallah Bahnhofsgebäude
- Otford Signal-Stellwerk
- Fettlers Schuppen
- Souvenirgeschäft und Kiosk
- Bahnbetriebswerk sowie ein Lokomotiv- und Wagenschuppen
- Ken NcCarthy Museumsgebäude

### Fahrzeuge

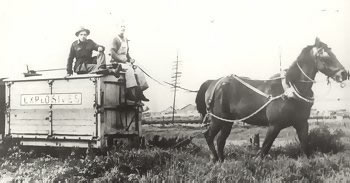
Von einem Pferd gezogene Sprengstoff-Lore des Dry-Creek-Sprengstofflagers bei Adelaide

Außer den hölzernen Trams sind auch die von Pferden gezogenen Sprengstoffloren des Dry-Creek-Sprengstofflagers besonders sehenswert.

## Fotos

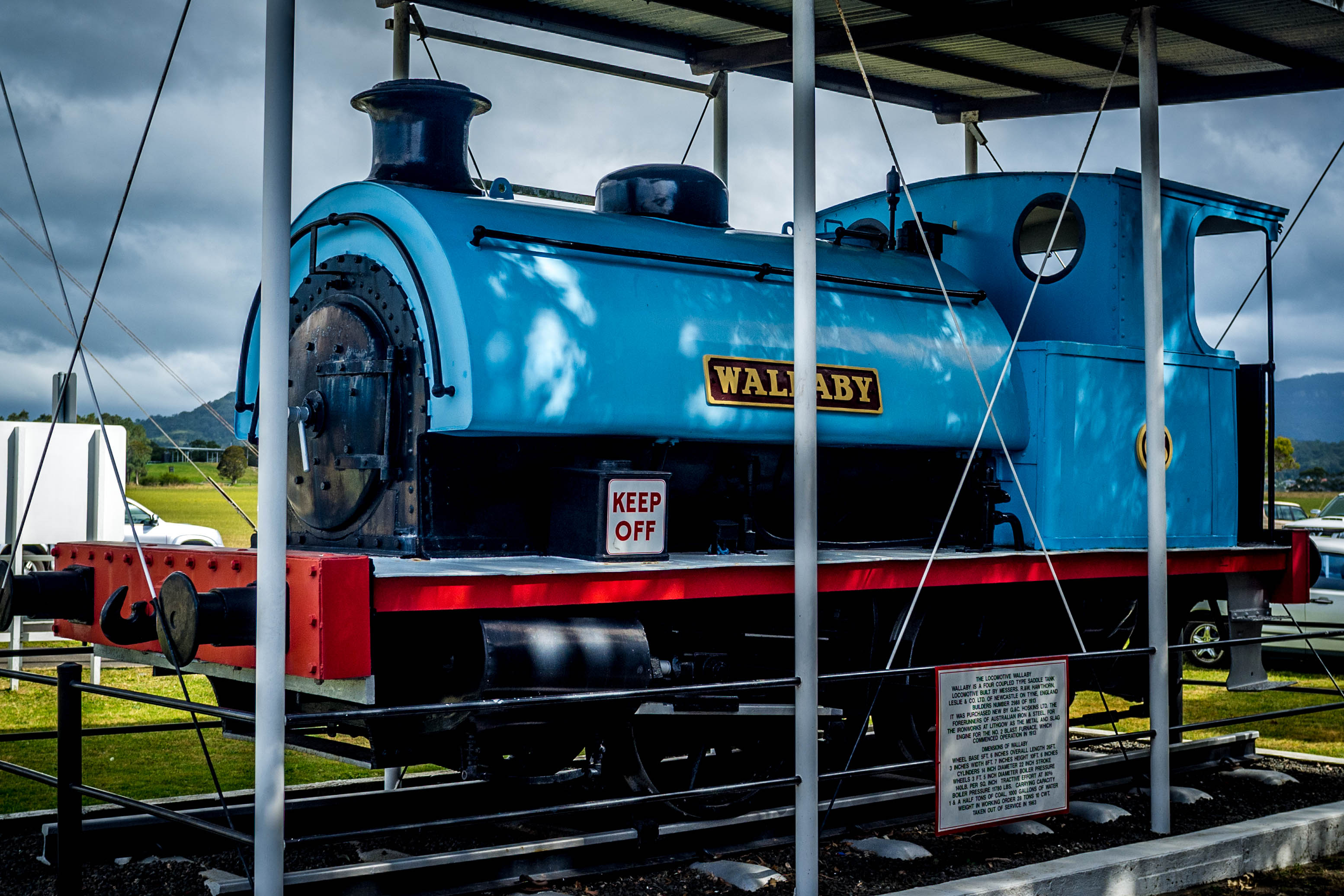
Wallaby 0-4-0ST Lok
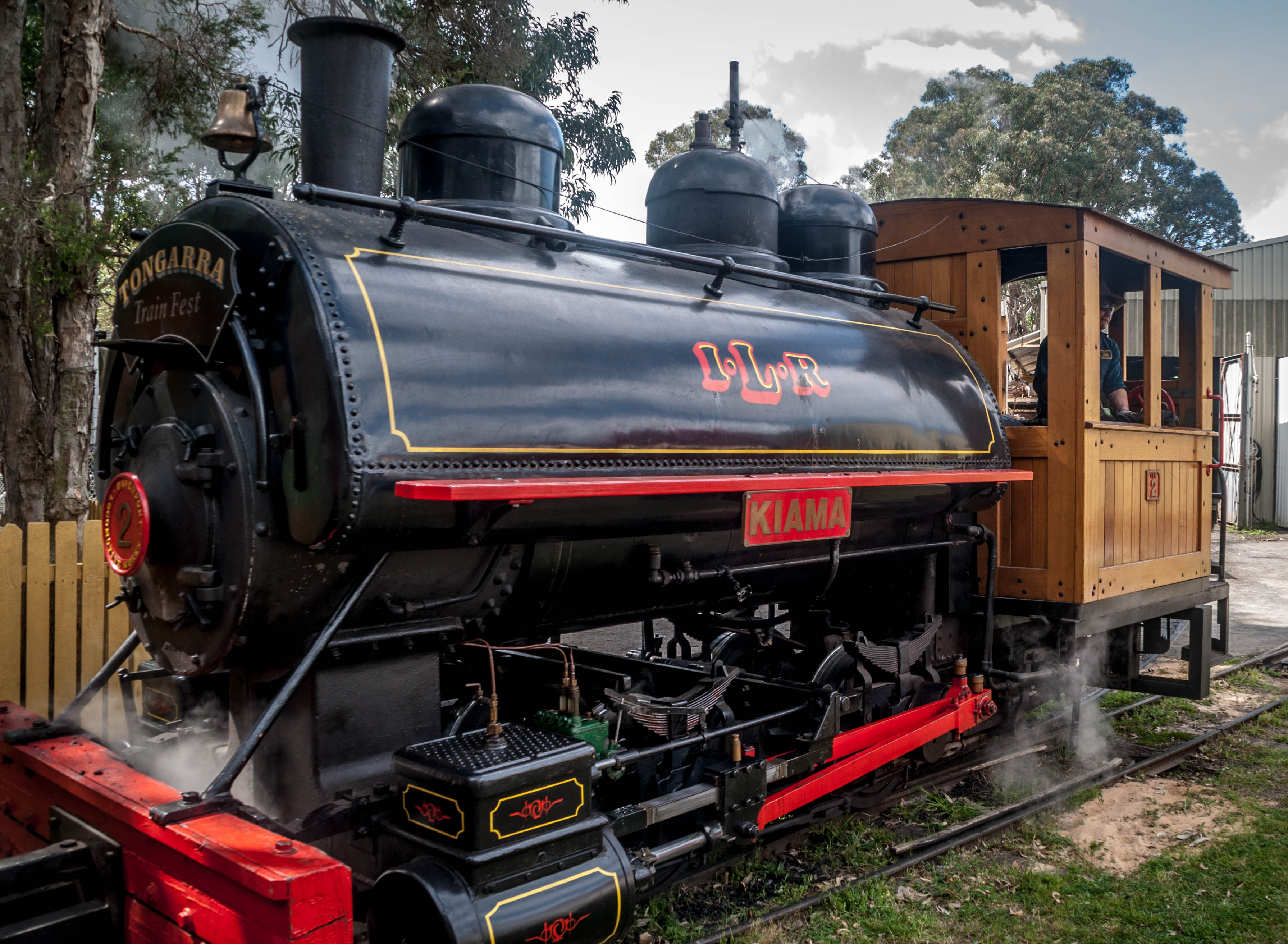
Kiama 0-4-0ST Lok
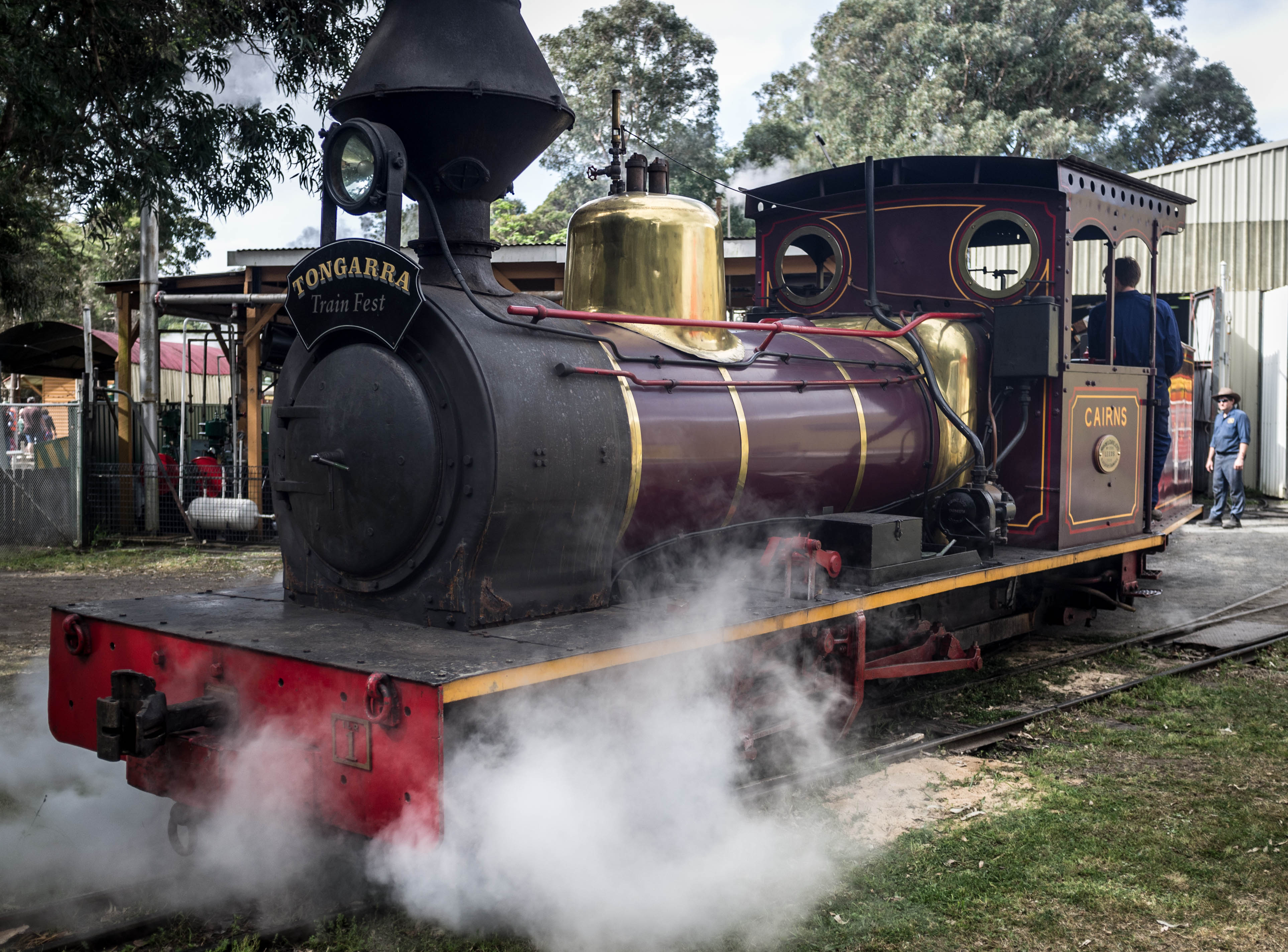
Cairns 0-6-0 Lok
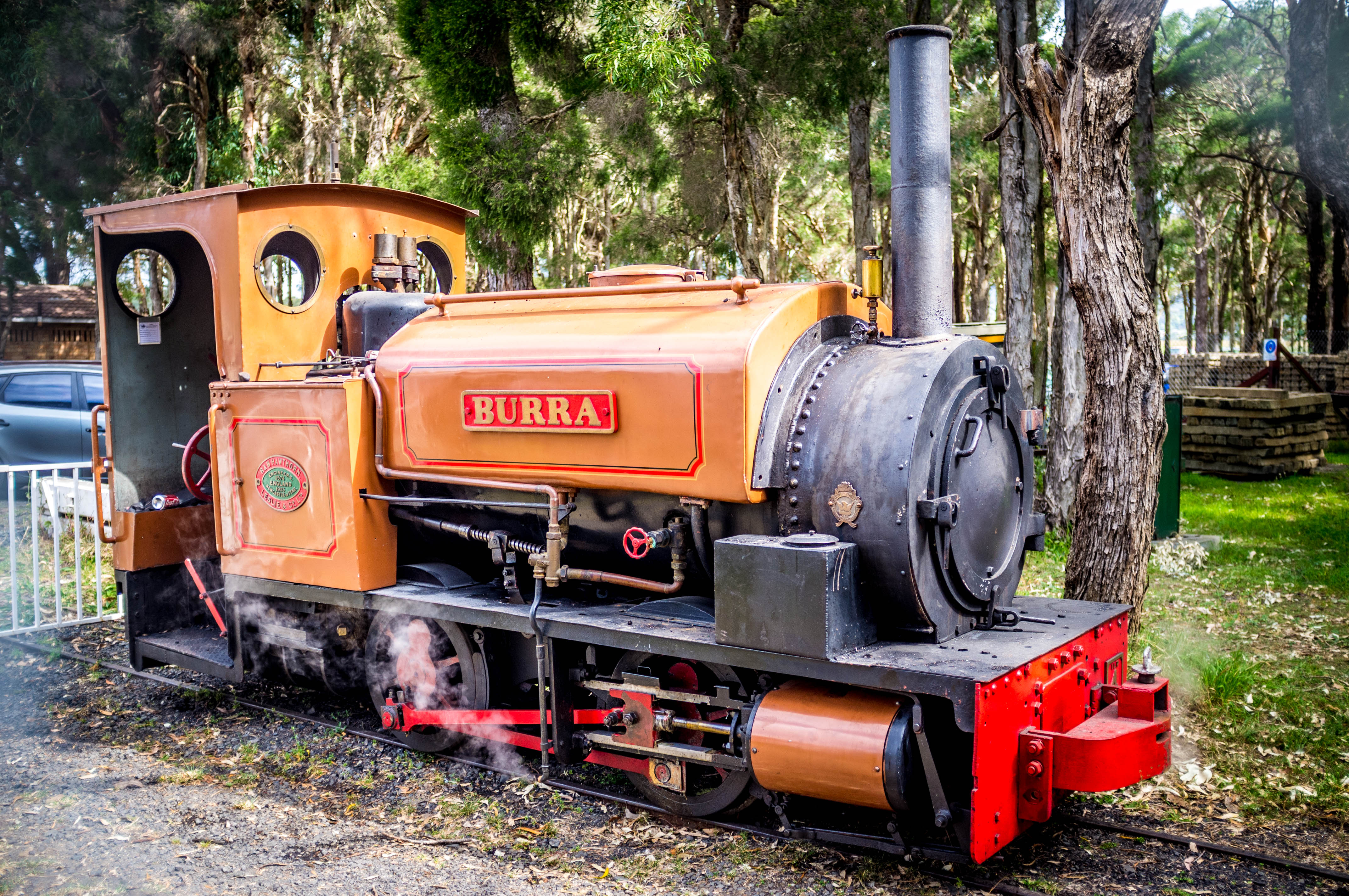
Burra 0-4-0ST Lok